# Rhododendra

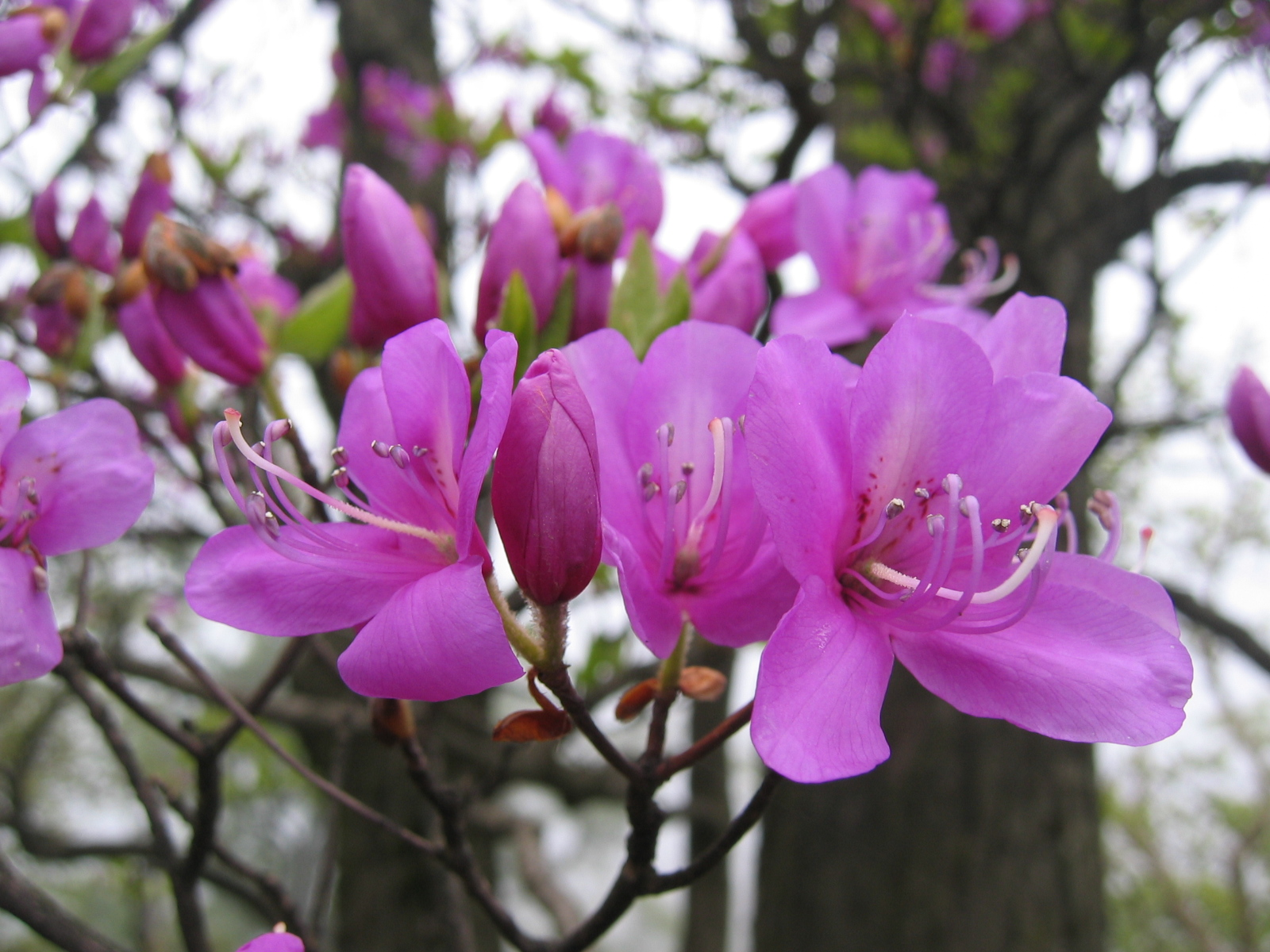
Azalea

Rhododendra, na classificação taxonômica de Jussieu (1789), é uma ordem botânica da classe Dicotyledones, Monoclinae (flores hermafroditas ), Monopetalae ( uma pétala), com  corola perigínica (quando a corola se insere à volta do nível do ovário).
Apresenta os seguintes gêneros:
- Kalmia, Rhododendrum, Azalea, Rhodora, Ledum, Befaria, Itea.